# Fitofarmacevtsko sredstvo
Fitofarmacevtska sredstva so aktivne snovi in pripravki, ki so namenjeni varstvu rastlin, oziroma rastlinskih proizvodov pred škodljivimi organizmi, oziroma za preprečevanje delovanja škodljivih organizmov; za vpliv na življenjske procese rastlin, drugače kot s hranili; za ohranjanje rastlinskih proizvodov; za zatiranje nezaželenih rastlin, delov rastlin, zadrževanje ali preprečevanje nezaželene rasti rastlin. Aktivne snovi imajo splošni ali posebni učinek na škodljive organizme ali rastline, dele rastlin ali rastlinske proizvode.
Fitofarmacevtska sredstva poznamo tudi, kot izraz pesticid, ki nam je vsem mogoče bolj domač.

## Zakonske podlage fitofarmacevtskih sredstev
Fitofarmacevtska sredstva (FFS) so tudi zakonsko urejena in sicer jih ureja Zakon o fitofarmacevtskih sredstvih. V Sloveniji imamo na Ministrstvu za kmetijstvo, gozdarstvo in prehrano, Fitosanitarno upravo RS sektor, ki se ukvarja s fitofarmacevtskimi sredstvi in mineralnimi gnojili. Pri tem sektorju imajo kar nekaj zadolžitev in sicer se ukvarjajo z zakonodajo na področju FFS. Poskrbeti morajo, da je naša zakonodaja na tem področju usklajena z zakonodajo EU. Fitofarmacevtska sredstva morajo biti registrirana zato se vodi seznam registriranih FFS, vodijo se seznami vseh prodajaln na drobno in debelo. Slovenija mora poročati evropski komisiji in drugim državam članicam o registracijah FFS, sodeluje z drugimi državnimi organi in mednarodnimi organizacijami. Obstaja pa tudi področje ostankov FFS, ki je prav tako zakonsko pokrito in tudi na tem področju se mora naša zakonodaja usklajevati z Evropsko zakonodajo.
Fitofarmacevtska sredstva, ki so v uporabi v današnjem času so baje manj škodljiva za zdravje ljudi in za okolje, ker je tudi zakonodaja vse bolj strožja na tem področju.

## Kje se uporabljajo fitofarmacevtska sredstva
Fitofarmacevtska sredstva se uporablja v kmetijstvu za zaščito pred boleznimi in različnimi škodljivci, urejanju golf igrišč, odstranjevanju plevela na železniških tirih, urejevanju zelenic (ljubitelji angleških trat), uporabljajo jih tudi vrtičkarji, tudi za gojenje cvetja na domačih vrtovih ali parkih, urejevalci grobišč, obdelovalci manjših kmetijskih površin, ipd .

## Vrste fitofarmacevtskih sredstev
Poznamo več različnih vrst FFS, ki se ločijo po funkciji in sicer:
- herbicidi, ki so namenjeni za zaščito pred plevelom,
- insekticidi, ki so namenjeni za zaščito pred žuželkami,
- fungicidi, ki so zaščita proti glivam
- druga sredstva

V kmetijstvu v širšem smislu se uporabljajo ta sredstva za zaščito rastlin pred boleznimi in škodljivci.

## Vplivi fitofarmacevtskih sredstev
Pri uporabi fitofarmacevtskih sredstev pridemo do izpostavljenosti okolja in preko okolja pride do izpostavljenosti ljudi preko hrane. Ljudje smo lahko fitofarmacevtskim sredstvom izpostavljeni posredno in neposredno. Posredno pomeni, da iz okolja z ostanki FFS preko polja preidejo v podtalnico, preko podtalnice pa v pitno vodo. Neposredno pa smo izpostavljeni, ko to sredstvo uporabljamo. 
Skratka ti vplivi niso zanemarljivi, glede na to, da je naša zakonodaja na tem področju vedno bolj strožja pa lahko upamo, da vsi ti vplivi ne bodo imeli hujših posledic na daljši rok na okolje, kot tudi na ljudi.